# Juwangi (plaats)
Juwangi is een bestuurslaag in het regentschap Boyolali van de provincie Midden-Java, Indonesië. Juwangi telt 5078 inwoners (volkstelling 2010).